# Heberndorf
Heberndorf ist ein Ortsteil der Stadt Wurzbach im Saale-Orla-Kreis in Thüringen.

## Geografie
Das Angerdorf Heberndorf liegt nördlich von Wurzbach auf einer Hochebene des beginnenden Südostthüringer Schiefergebirges. Östlich führt im Sormitztal die Bundesstraße 90 vorbei und erschließt verkehrsmäßig das Gebiet. Der Kulm ist die höchste Erhebung mit 714 m über NHN. Im Mittel werden für den Ort 630 m über NHN angegeben.

## Geschichte
Vom 17. Dezember 1413 stammt die erste urkundliche Niederschrift über den Ort. Er war bis 1918 zusammen mit dem schwarzburgischen Anteil von Weitisberga eine Exklave des Leutenberger Gebiets der Schwarzburg-Rudolstädter Oberherrschaft.
Der Name Heberndorf soll von Hafer abgeleitet sein, denn Hafer sei unter den örtlichen klimatischen Bedingungen am besten gediehen. Der Ackerbau und die Viehzucht wurden mit Vorrang des Grünfutteranbaus betrieben. Schieferdecker war ein örtlicher Hauptberuf. Trotzdem zogen schon damals viele Männer und Familien nach Westen, um Arbeit zu finden. Neuerdings wurde ein Gewerbegebiet in der Nähe eingerichtet.

## Persönlichkeiten
- Bernhard Anemüller (1820–1896), Historiker, Archivar und Bibliothekar